# Grudis
Els grudis (en llatí: Grudii) van ser un poble celta del nord de la Gàl·lia esmentat per Juli Cèsar, que era dependent dels nervis. No són esmentats per cap altre autor. D'Anville pensa que vivien a Zelanda on troba un llogarret anomenat Groede o Gronde al districte de Cadzand, que suposa que deriva el seu nom d'aquest poble.